# 施特劳宾格
施特劳宾格是德国巴伐利亚州的一个市镇。总面积67.58平方公里，总人口44724人，其中男性22270人，女性22454人（2011年12月31日），人口密度662人/平方公里。